# Västra Götaland

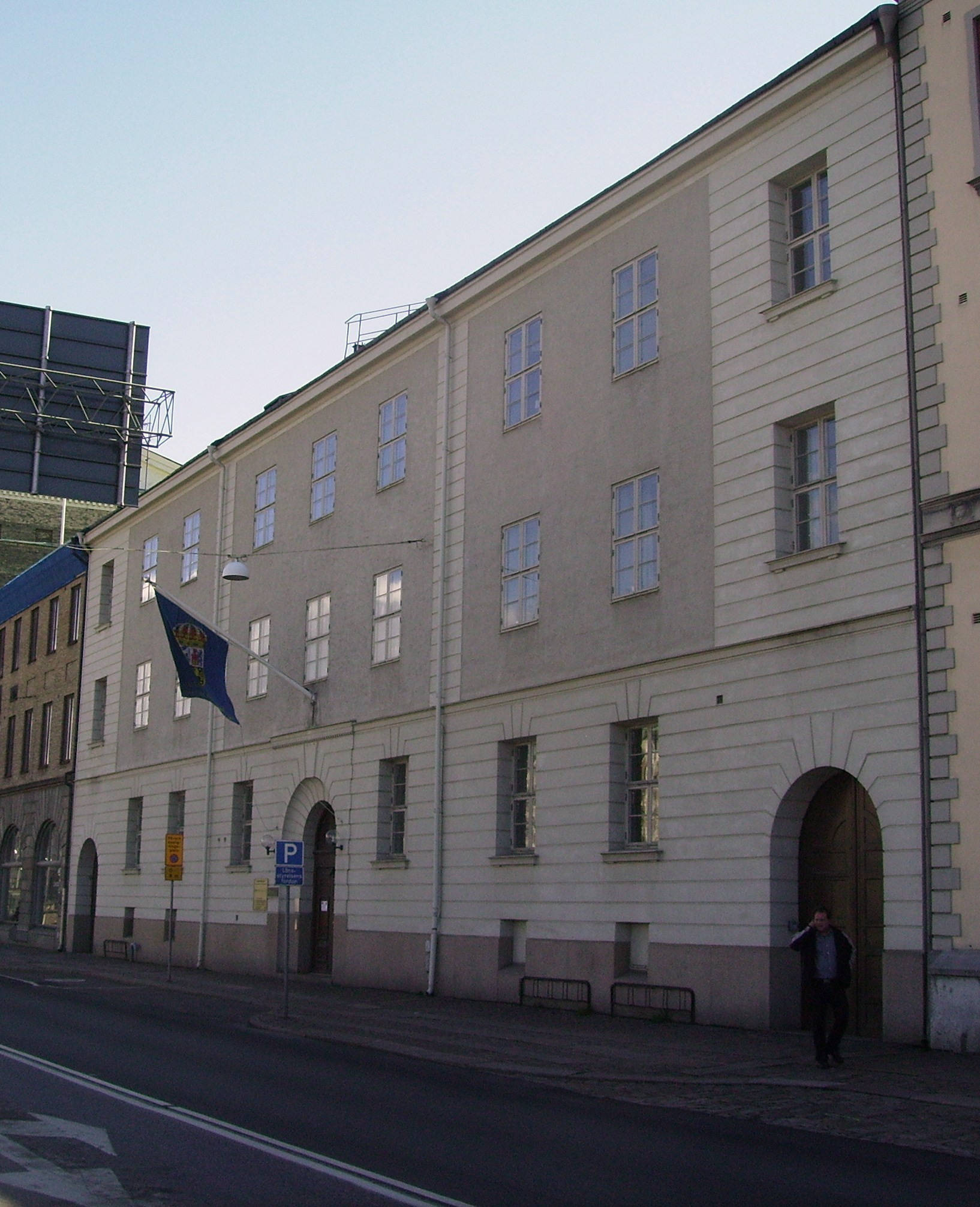
Siedziba Länstyrelsen w Göteborgu

Västra Götaland (szw. Västra Götalands län) – jeden ze szwedzkich regionów administracyjnych (län). Siedzibą władz regionu (residensstad) jest Göteborg.

## Geografia
Region administracyjny Västra Götaland jest położony na zachodnim wybrzeżu Szwecji, w zachodniej części Götalandu. Region administracyjny obejmuje całą prowincję historyczną (landskap) Bohuslän, większe części Västergötlandu i Dalslandu oraz fragmenty Värmlandu i Hallandu.
Graniczy z regionami administracyjnymi Värmland, Örebro, Östergötland, Jönköping i Halland, a także z terytorium Norwegii (okręg Østfold), z jeziorami Wetter i Wener oraz z morzem (cieśniny Skagerrak w północnej i środkowej części wybrzeża i Kattegat w południowej).

### Demografia
31 grudnia 2015 r. Västra Götalands län liczył 1 648 682 mieszkańców (2. pod względem zaludnienia z 21 regionów administracyjnych Szwecji), gęstość zaludnienia wynosiła 69 mieszkańców na km².
Liczba mieszkańców regionu administracyjnego Västra Götalands län w latach 2000–2015:
| Rok  | Ludność   |
| ---- | --------- |
| 2000 | 1 511 290 |
| 2005 | 1 528 455 |
| 2010 | 1 580 297 |
| 2015 | 1 648 682 |

## Historia
Västra Götalands län utworzono 1 stycznia 1998 r. po złączeniu dotychczasowych regionów administracyjnych Älvsborg, Göteborg i Bohus (Göteborgs och Bohus län) oraz większej części Skaraborg, poza gminami Mullsjö i Habo, które zostały wówczas przyłączone do regionu administracyjnego Jönköping.
|  |  |  |  |

## Gminy i miejscowości

### Gminy
Region administracyjny Västra Götaland jest podzielony na 49 gmin:
|  | - Ale (28 862) - Alingsås (39 602) - Åmål (12 601) - Bengtsfors (9 626) - Bollebygd (8 799) - Borås (108 488) - Dals-Ed (4 799) - Essunga (5 590) - Falköping (32 511) - Färgelanda (6 495) - Grästorp (5 644) - Göteborg (548 190) - Götene (13 160) - Gullspång (5 229) - Härryda (36 651) - Herrljunga (9 349) | - Hjo (8 983) - Karlsborg (6 764) - Kungälv (42 730) - Lerum (40 181) - Lidköping (39 009) - Lilla Edet (13 178) - Lysekil (14 464) - Mariestad (24 043) - Mark (33 906) - Mellerud (9 169) - Mölndal (63 340) - Munkedal (10 205) - Öckerö (12 682) - Orust (15 010) - Partille (36 977) - Skara (18 711) | - Skövde (53 555) - Sotenäs (9 006) - Stenungsund (25 508) - Strömstad (12 854) - Svenljunga (10 506) - Tanum (12 455) - Tibro (10 980) - Tidaholm (12 669) - Tjörn (15 315) - Töreboda (9 293) - Tranemo (11 619) - Trollhättan (57 092) - Uddevalla (54 180) - Ulricehamn (23 494) - Vänersborg (38 381) - Vara (15 662) - Vårgårda (11 165) |  |

Uwagi: W nawiasie liczba mieszkańców; stan na dzień 31 grudnia 2015 r.

### Miejscowości
Lista 10 największych miejscowości (tätort) regionu administracyjnego Västra Götaland (2010):
| #  | Miejscowość | Gmina       | Liczba mieszkańców (2010) |
| -- | ----------- | ----------- | ------------------------- |
| 1  | Göteborg    | Göteborg    | 549 839                   |
| 2  | Borås       | Borås       | 66 273                    |
| 3  | Trollhättan | Trollhättan | 46 457                    |
| 4  | Skövde      | Skövde      | 34 466                    |
| 5  | Uddevalla   | Uddevalla   | 31 212                    |
| 6  | Lidköping   | Lidköping   | 25 644                    |
| 7  | Alingsås    | Alingsås    | 24 482                    |
| 8  | Kungälv     | Kungälv     | 22 768                    |
| 9  | Vänersborg  | Vänersborg  | 21 699                    |
| 10 | Lerum       | Lerum       | 16 855                    |